# Blokáda Pásma Gazy

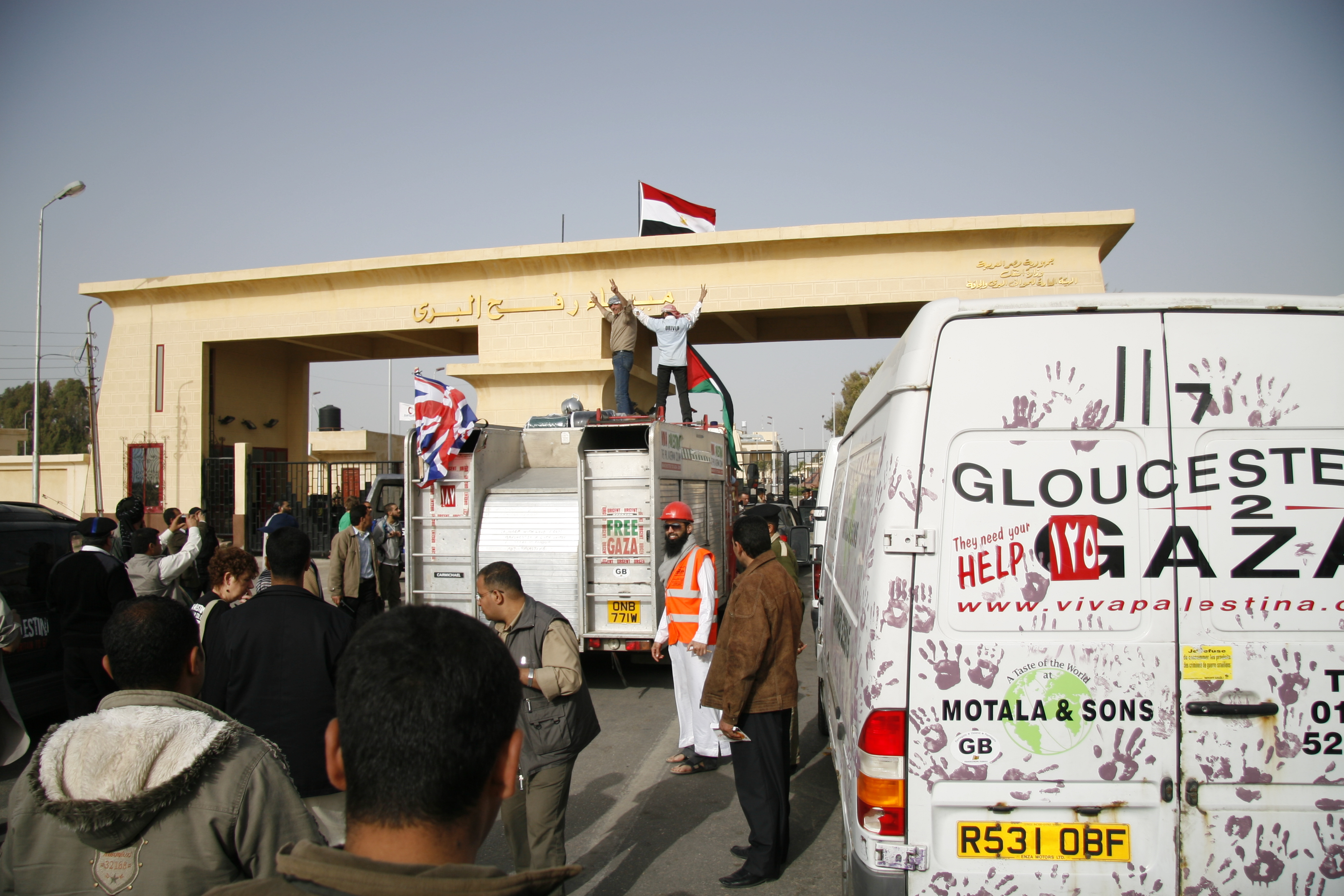
Britský konvoj s humanitární pomocí přijíždí do Pásma Gazy z Egypta přes hraniční přechod v Rafáhu v roce 2009

Blokáda Pásma Gazy je provozována společně Izraelem a Egyptem od června 2007, kdy se vlády v Pásmu Gazy ujalo hnutí Hamás, které předtím v roce 2006 vyhrálo volby a následně vytlačilo Fatah.
Pásmo Gazy hraničí s Egyptem, s Izraelem a s mořem. Izrael kontroluje jak svou pozemní hranici (viz bariéra mezi Izraelem a Pásmem Gazy), kde povoluje pouze omezený přísun humanitární pomoci, tak přístup do Pásma Gazy po moři — izraelské vojenské námořnictvo udržuje blokádu ve vzdálenosti třech námořních mil od břehu. Nejkratší je hranice s Egyptem, pouhých 12 kilometrů. Převoz zboží přes tuto hranici na základě mírových dohod s Egyptem kontroluje Izrael. Pod hranicí s Egyptem vedou četné pašerácké tunely, kterými se pašuje jinak nepovolené zboží. Izrael taktéž blokuje vzdušný prostor Pásma. Podle Mezinárodního soudního dvora a dalších mezinárodních organizací má tato blokáda charakter okupace.
Poté, co v Egyptě padla Mubarakova vláda, Káhira na své hranici s Pásmem Gazy blokádu značně uvolnila, za as-Sísího ji ale opět zpřísnila.
Po začátku války v Pásmu Gazy v roce 2023 uvalil Izrael na Pásmo Gazy totální blokádu.

## Postoj Izraele
Izrael jako důvod blokády uvádí snahu zajistit vlastní bezpečnost a domnívá se, že blokádou dosáhne omezení raketových útoků na svá města a vyzbrojování Hamásu. Egypt tvrdí, že zrušení blokády by bylo považováno za uznání legitimity Hámasu, oslabilo by legitimitu Palestinské autonomie a posvětilo odloučení Pásma Gazy od Západního břehu Jordánu.

## Blokáda a přístup humanitární pomoci
Izrael nepovoluje přímý přísun humanitární pomoci, veškerá pomoc musí projít jeho kontrolou. Rada bezpečnosti OSN vydala 8. ledna 2009 v době války v Gaze ohledně přísunu humanitární pomoci do pásma Gazy rezoluci Rady bezpečnosti OSN č. 1860, která mj. vyzývá k umožnění přísunu potravin, pohonných hmot a zdravotního ošetření do Gazy. Izrael, coby člen OSN podle článku 25 oficiálně svazován, nicméně tuto rezoluci ignoroval.
31. května 2010 podnikl útok proti tzv. Flotile svobody, která vezla zdravotnický, stavební a další potřebný materiál. Flotila lodí se pokusila prorazit blokádu Pásma Gazy a odmítla nabízenou možnost vyložit humanitární náklad v přístavech Izraele či Egypta. Při tomto zásahu zemřelo devět aktivistů a přibližně šedesát jich bylo zraněno, oproti 10 izraelským zraněným vojákům. Proti tomuto napadení konvoje se v celém světě zvedla silná vlna kritiky.
4. června 2010 napsal izraelský deník Haaretz: „Strategie blokády Gazy selhala. Místo aby trval na pokračování této neúspěšné politiky, Netanjahu by to měl uznat a zpracovat strategii jejího ukončení.“ Izraelský premiér, nicméně, doposud na postoji Izraele k přijímání humanitární pomoci do Pásma Gazy trvá.
V roce 2014 byla nezaměstnanost v Gaze 43 % a mezi mladými dokonce 60 %.

## Snaha o prolomení blokády s humanitární pomocí
Prolomit blokádu a dovést do Pásma Gazy po moři humanitární pomoc (popř. i tzv. lidské zdroje) se snaží za tímto účelem založená koalice organizací a aktivistů za lidská práva, nazvaná Hnutí za svobodnou Gazu (Free Gaza Movement). První plavbu s humanitární pomocí hnutí uskutečnilo v srpnu 2008. První dvě plavby byly úspěšné a dosáhly svého cíle, u ostatních se lodě nebo konvoje dostaly do střetu s izraelským vojenským námořnictvem. Při útoku z konce května a začátku června došlo ke ztrátám na životech.